# Abschlag
Abschalg – pojęcie pochodzące z języka niemieckiego, oznaczające nowe bicie monety starym stemplem lub bicie monety w innym metalu niż podstawowa emisja, np. złota odbitka talara.